# Christine Pritchard
Christine Pritchard (Caernarfon, Gwynedd; 6 de agosto de 1943-Bangor, Gwynedd; 14 de febrero de 2023) fue una actriz británica. Era mejor conocida en Gales por su papel de bruja en Rala Rwdins, un programa infantil en S4C en la década de 1990. También apareció en numerosas películas y series de televisión en galés, como Glas y Dorlan, Dinas, Pobol y Cwm, Cara Fi y Anita. Sus otros papeles incluyeron apariciones en The Indian Doctor, Doctors y Stella.

## Primeros años y educación
Nacida en Caernarfon, Pritchard creció en un hogar bilingüe donde se hablaba galés e inglés. Asistió a la escuela Sir Hugh Owen y estudió inglés, latín y teatro en la Universidad de Bristol. Al graduarse, enseñó inglés y francés en Saint Kitts en el Caribe, como parte del programa de Servicio Voluntario en el Extranjero. Después de regresar al Reino Unido, enseñó teatro en Putney, Londres, donde produjo obras escolares.

## Carrera de actuación

### Teatro
Pritchard se unió al recién formado Cwmni Theatr Cymru en Bangor, haciendo su debut en el papel principal en Roedd Catarina o Gwympas Ddoe (Catarina Was Around Yesterday) en 1970. En 1974, realizó una gira por los Estados Unidos con The Pryderi Players, que fue patrocinada por el Welsh Arts Council para promover las obras de escritores galeses.
En años posteriores, Pritchard apareció en muchas otras obras, incluida la producción de Cwmni Theatr Gwynedd Ddoe yn Ol (Yesterday Again), una adaptación galesa de Ghosts de Henrik Ibsen, en 1994. A mediados de la década de 1990, Pritchard coprotagonizó con Owen Garmon Fel Anifail en el National Eisteddfod y recibió fondos adicionales del Arts Council para realizar una gira por Gales.

### Televisión
En la década de 1970, Pritchard hizo la transición del escenario a la televisión, apareciendo en programas como Glas y Dorlan. En la década de 1980, interpretó a Ruth Gregory, una cazatalentos ejecutiva, en la telenovela Dinas (City) de S4C, una serie galesa que generó comparaciones con la serie de televisión estadounidense Dallas.
En la década de 1990, Pritchard protagonizó dos de los programas más populares de S4C, incluidos Rala Rwdins y Pobol y Cwm. En 2014, apareció en la comedia romántica Cara Fi (Love Me) como la dueña de un pub y la "matriarca ardiente" Nancy. También apareció en programas como Anita, Keeping Faith (Un Bore Mercher) y 35 Awr.

### Cine
Pritchard protagonizó la película de 1994, Wild Justice, interpretando a Margaret Hughes.

### Radio
Pritchard tuvo un papel regular en la telenovela de BBC Radio Cymru, Eileen/Rhydeglwys.